# Memorial Jochena Rindta 1971
Memorial Jochena Rindta (nemško Jochen Rindt Gedächtnisrennen) je bila šesta neprvenstvena dirka Formule 1 v sezoni 1971. Odvijala se je 13. junija 1971 na nemškem dirkališču Hockenheimring v spomin na Jochena Rindta, ki se je smrtno ponesrečil v sezoni 1970, ko je edini dirkač Formule 1 naslov osvojil posmrtno. 

## Rezultati

### Kvalifikacije
| Poz | Št | Dirkač          | Kontruktor       | Čas    | Zaostanek |
| --- | -- | --------------- | ---------------- | ------ | --------- |
| 1   | 4  | Jacky Ickx      | Ferrari          | 1:56,8 | —         |
| 2   | 5  | Clay Regazzoni  | Ferrari          | 1:57,7 | +0,9      |
| 3   | 8  | Reine Wisell    | Lotus-Cosworth   | 1:59,6 | +2,8      |
| 4   | 16 | Howden Ganley   | BRM              | 2:00,5 | +3,7      |
| 5   | 21 | Peter Gethin    | McLaren-Cosworth | 2:01,0 | +4,2      |
| 6   | 10 | Ronnie Peterson | March-Cosworth   | 2:01,5 | +4,7      |
| 7   | 2  | John Surtees    | Surtees-Cosworth | 2:01,5 | +4,7      |
| 8   | 3  | Rolf Stommelen  | Surtees-Cosworth | 2:02,1 | +5,3      |
| 9   | 12 | Nanni Galli     | March-Cosworth   | 2:02,1 | +5,3      |
| 10  | 9  | Dave Walker     | Lotus-Cosworth   | 2:02,8 | +6,0      |
| 11  | 17 | John Miles      | BRM              | 2:02,9 | +6,1      |
| 12  | 22 | Mike Beuttler   | March-Cosworth   | 2:03,1 | +6,3      |
| 13  | 24 | Robs Lamplough  | BRM              | 2:03,2 | +6,4      |
| 14  | 19 | Skip Barber     | March-Cosworth   | 2:06,8 | +10,0     |
| 15  | 7  | Tony Trimmer    | Lotus-Cosworth   | 2:08,1 | +11,3     |
| 16  | 11 | Alex Soler-Roig | March-Cosworth   | 2:13,3 | +16,5     |
| 17  | 23 | Xavier Perrot   | March-Cosworth   | 2:16,0 | +19,2     |
| 18  | 15 | Ray Allen       | March-Cosworth   | 2:20,4 | +23,6     |
| 19  | 25 | Bernd Terbeck   | BRM              | 2:31,7 | +34,9     |

### Dirka
| Poz | Št | Dirkač            | Moštvo                     | Kontruktor       | Krogi | Čas/Odstop        | Št. m. |
| --- | -- | ----------------- | -------------------------- | ---------------- | ----- | ----------------- | ------ |
| 1   | 4  | Jacky Ickx        | Scuderia Ferrari           | Ferrari          | 35    | 1,10:11,7         | 1      |
| 2   | 10 | Ronnie Peterson   | STP-March                  | March-Cosworth   | 35    | + 53,8 s          | 6      |
| 3   | 2  | John Surtees      | Team Surtees               | Surtees-Cosworth | 35    | + 1:17,0 s        | 7      |
| 4   | 16 | Howden Ganley     | Yardley-BRM                | BRM              | 35    | + 1:32,1 s        | 4      |
| 5   | 12 | Nanni Galli       | STP-March                  | March-Cosworth   | 35    | + 1:45,2 s        | 9      |
| 6   | 19 | Skip Barber       | Gene Mason Racing          | March-Cosworth   | 34    | +1 krog           | 14     |
| 7   | 3  | Rolf Stommelen    | Team Surtees               | Surtees-Cosworth | 34    | +1 krog           | 8      |
| 8   | 11 | Alex Soler-Roig   | STP-March                  | March-Cosworth   | 34    | +1 krog           | 16     |
| 9   | 7  | Dave Walker       | Gold Leaf Team Lotus       | Lotus-Cosworth   | 34    | +1 krog           | 10     |
| 10  | 8  | Reine Wisell      | Gold Leaf Team Lotus       | Lotus-Cosworth   | 33    | +2 kroga          | 3      |
| 11  | 23 | Xavier Perrot     | Jo Siffert Automobiles     | March-Cosworth   | 31    | +4 krogi          | 17     |
| 12  | 24 | Robs Lamplough    | R, Lamplough Racing        | BRM              | 31    | +5 krogov         | 13     |
| Ret | 22 | Mike Beuttler     | Clarke Mordaunt Racing     | March-Cosworth   | 28    | Menjalnik         | 12     |
| Ret | 5  | Clay Regazzoni    | Scuderia Ferrari           | Ferrari          | 25    | El. sistem        | 2      |
| Ret | 15 | Ray Allen         | Frank Williams Racing Cars | March-Cosworth   | 14    | Rezervoar         | 18     |
| Ret | 17 | John Miles        | Yardley-BRM                | BRM              | 6     | Cilinder          | 11     |
| Ret | 21 | Peter Gethin      | Bruce McLaren Motor Racing | McLaren-Cosworth | 4     | Plin              | 5      |
| DNS | 7  | Tony Trimmer      | Gold Leaf Team Lotus       | Lotus-Cosworth   |       | Dirkal Walker     | (15)   |
| DNS | 25 | Bernd Terbeck     | R, Lamplough Racing        | BRM              |       | Motor             | (19)   |
| DNA | 6  | Mario Andretti    | Scuderia Ferrari           | Ferrari          |       | Poškodovan        | -      |
| DNA | 14 | Henri Pescarolo   | Frank Williams Racing Cars | March-Cosworth   |       | Na 24 ur Le Mansa | -      |
| DNA | 18 | Pedro Rodríguez   | Yardley-BRM                | BRM              |       | Na 24 ur Le Mansa | -      |
| DNA | 20 | Andrea de Adamich |                            | Surtees-Cosworth |       |                   | -      |